# Liga (merk)
Liga is een merk van Mondelēz International voor voornamelijk biscuits. De merknaam wordt op de eigen website gespeld als LiGA. 

## Geschiedenis
Liga werd opgericht in 1923 in Nederland als samenwerkingsverband tussen enkele industriële bakkerijen in Bergen op Zoom. De naam verwijst naar dit verband. In het voorjaar van 1923 kwamen de eerste voorverpakte biscuits in Nederland op de markt: de Liga-kinderbiscuits. De voorverpakte biscuits wekten de indruk dat het om een farmaceutisch voedingsproduct ging. Opvallende rode dozen met de bedrukking "LIGA" Kinder-Voeding, een gebruiksaanwijzing en de afbeelding van een kind bepaalden het uiterlijk van het product. 
Het succes van de kinderbiscuits stond aan de basis van de verdere groei van Liga. Later werden producten zoals broodvervangers (Sanovite crackers uit 1932, nu Vitalu), volkoren biscuits (EverGreen uit 1979) en meer tussendoortjes (Haverbiscuits uit 1983, nu HaverKick; melkbiscuits uit 1985, nu MilkBreak) toegevoegd. De producten werden veelal geprofileerd als 'verantwoorde tussendoortjes'. Overigens bevatten de oorspronkelijke Liga-koekjes veel suiker en was de substantie nogal plakkerig, zodat vanaf de jaren zeventig, toen het welzijn van het gebit hoger op de agenda kwam ("Snoep verstandig, eet een appel!"), niet alle ouders meer even overtuigd waren van het gezondheidsaspect, met name met betrekking tot de tanden van hun kinderen.
In 1928 kreeg Liga nationale bekendheid door binnen 24 uur een hulpexpeditie op te zetten voor een neergestorte zeppelin op de noordpool.